# Peter Reid (Fußballspieler)
Peter Reid (* 20. Juni 1956 in Huyton, Merseyside) ist ein ehemaliger englischer Fußballnationalspieler und jetziger Trainer.

## Spielerkarriere
Seine Karriere als Profi begann er 1974 im Alter von 18 Jahren bei den Bolton Wanderers, bei denen er zuvor schon in der Jugend gespielt hatte. 1978 gewann er mit den Wanderers seinen ersten Titel als Profi, als der Verein die Zweitligameisterschaft erringen konnte. Nach zwei Jahren in der ersten Liga stieg Bolton wieder ab und Reid wechselte 1982 für 60.000 Pfund zum FC Everton in die erste englische Liga. Für Reid ein absoluter Glücksfall, wurde er doch Teil einer Mannschaft, die zusammen mit dem Liverpool FC den englischen Fußball in den 80er Jahren dominierte.
So gewann er 1984 mit dem FC Everton den FA Cup, die Meisterschaften 1985 und 1987 und den Europapokal der Pokalsieger 1984/85. Der Dreifach-Triumph aus Meisterschaft, Europapokal und FA Cup blieb ihm und dem Verein 1985 verwehrt. Im Finale des FA Cups verlor der FC Everton gegen Manchester United mit 1:0. Peter Reids Gegenspieler Kevin Moran sah nach einem rücksichtslosen Foul an ihm die Rote Karte. Es war die erste Rote Karte in der Geschichte des FA-Cup-Finales.
Zu diesem Zeitpunkt und auf dem Höhepunkt seiner Karriere galt Reid vielen als einer der besten Mittelfeldspieler Europas. 1985 wurde er von der PFA zu Englands Fußballer des Jahres gewählt. Dies brachte ihm auch die Nominierung für die Nationalmannschaft Englands, für die er 13 Spiele bestritt. Er stand im Kader der Nationalelf für die WM 1986 in Mexiko, bei der er im Viertelfinalspiel gegen Argentinien auflief.
Für Everton machte er insgesamt 24 Spiele (13 Tore), ehe er 1989 zu den Queens Park Rangers wechselte und bereits ein Jahr später weiter zog zu Manchester City.
2006 wurde er vom FC Everton zu einem der „Everton Giants“ ernannt.

## Trainerkarriere

### Vereinstrainer
Seine Trainerkarriere begann er bei Manchester City im November 1990; er folgte dort Howard Kendall, seinem früheren Coach aus Everton. In der ersten Saison der Premier League 1992/93 reichte es nur zu Platz 9 und im Folgejahr musste Reid nach einem schlechten Saisonstart seinen Posten räumen.
Im Oktober 1993, nach seiner Entlassung bei City, schnürte er nochmals die Fußballschuhe. Southamptons Trainer Ian Branfoot hatte Reid überredet, noch einmal zu spielen. Er machte zwar nur acht Spiele von Oktober bis Dezember für die Saints, gab ihnen jedoch den nötigen Halt und Stabilität im Mittelfeld. Als Branfoot dann im Januar 1994 entlassen wurde, ging auch Reid. Er wechselte nochmals die Vereine als Spieler und hörte in den 1990er Jahren nach den Stationen Notts County und Bury endgültig auf mit dem Fußballspielen.
Als Trainer kehrte er dann im März 1995 zurück. Er übernahm den vakanten Trainerposten beim abstiegsbedrohten AFC Sunderland in der 2. Liga. Der Abstieg konnte mit Reid als Trainer verhindert werden und im nächsten Jahr führte Reid den Verein zur Zweitligameisterschaft und dem Aufstieg in die Premier League. 1996 gelang es Fans des Vereins, unter dem Namen „Simply Red and White“, mit dem Lied „Cheer Up Peter Reid“ die Top 50 der englischen Hitparade zu erreichen.
Am letzten Spieltag jedoch verlor Sunderland das entscheidende Spiel und musste wieder absteigen. Das neue Stadion, welches den alten Roker Park ablösen sollte, sah somit seine Premiere als Zweitligastadion. 1997/98 wurde der direkte Wiederaufstieg um einen Platz verfehlt und der Verein musste in die Relegations Play-offs. Im Finale verlor man in einem denkwürdigen und hochdramatischen Spiel erst im Elfmeterschießen und verpasste somit den Aufstieg. Reid schaffte es jedoch, die Mannschaft wieder aufzurichten und den Aufstieg im nächsten Jahr perfekt zu machen. Dabei gelang dies dem Verein mit einem Rekord von 105 Punkten.
Als Aufsteiger führte Reid Sunderland direkt auf Platz 7 und verpasste die Qualifikation für den UEFA-Pokal nur knapp. Es war eine der höchsten Platzierungen eines Aufsteigers in der Geschichte der Premier League. Kevin Phillips wurde mit 30 Treffern Torschützenkönig der Premier League und Gewinner des Golden Schuh Europas. Peter Reid war zeitgleich zu seinen Aufgaben als Cheftrainer von Sunderland auch Trainer der englischen U-21 Nationalmannschaft.
Fast sah es so aus, als könnte Reid den Höhenflug mit Sunderland 2000/01 fortsetzen, als sie zeitweilig auf Platz 2 der Premier League lagen, jedoch sprang am Ende erneut nur der 7. Platz heraus. Im Oktober 2002 wurde Reid bei Sunderland wegen Erfolglosigkeit entlassen und war bis zum März 2003 ohne Traineramt, ehe er als Interimstrainer bei Leeds United seine Arbeit wieder aufnahm.
Leeds United befand sich zu diesem Zeitpunkt im Abstiegskampf und war mit mehr als 80 Millionen Pfund verschuldet, nachdem man in den Jahren zuvor rund 100 Millionen Pfund in neue Spieler investiert hatte, aber keinen einzigen Titel gewann. Reid schaffte es, mit Leeds die Premier League zuhalten und wurde Cheftrainer des Vereins. Aufgrund der finanziellen Lage musste Leeds dann auch noch Harry Kewell verkaufen und Peter Reid konnte nur günstige Spieler verpflichten. Nachdem man sich erneut im Abstiegskampf wiederfand und im November 2003 mit 6:1 gegen den FC Portsmouth verlor, wurde Reid nach nur einem halben Jahr bei Leeds als Trainer entlassen.
Auf Leeds folgte im Mai 2004 der damalige Zweitligist Coventry City, den Reid in die Premier League führen sollte. Im Januar 2005 stellte Reid seinen Posten allerdings schon wieder zur Verfügung. Coventry war nur auf Platz 20 der Tabelle und damit weit weg von einem Aufstieg in die Premier League.
Im Juli 2008 wurde bekannt, dass Peter Reid einer der Kandidaten für den Posten als Nationaltrainer Thailands sei. Neben ihm war auch noch Holger Osieck ein Kandidat, doch entschied sich die FAT letzten Endes für Reid.

### Nationaltrainer
Peter Reid wurde im September 2008 offiziell als Nationaltrainer Thailands vorgestellt. Er bekam einen 4-Jahres-Vertrag, dotiert mit 252 Millionen Baht.
Seine Aufgabe und Ziel ist es, die thailändische Nationalmannschaft zur WM 2014 zu führen. Thailand konnte sich bisher noch nie für eine WM qualifizieren und es wäre eine kleine Sensation, sollte dieses Vorhaben gelingen.
Erste Erfolge konnte Reid auch bereits verbuchen, als Thailand im November 2008 den T&T Cup in Vietnam gewinnen konnte. Dabei wurden Nordkorea und Gastgeber Vietnam bezwungen. Einen Monat später war Thailand neben Indonesien Gastgeber der ASEAN-Fußballmeisterschaft. Ziel war es, erstmals wieder nach 2004 das wichtigste Fußballturnier Südostasiens zu gewinnen. Die Gruppenphase überstand man souverän und kam bis ins Finale, wo man dann auf Vietnam traf. Durch ein Tor Vietnams zum 1:1 in der Nachspielzeit ging der Titel am Ende jedoch an die Vietnamesen.
Für Verwirrung sorgte ein Bericht in der Daily Mail während der ASEAN-Fußballmeisterschaft, demnach er es nicht ausschloss, aus seinem laufenden Vertrag mit Thailand auszusteigen, sollte sein ehemaliger Verein Sunderland ihn als Trainer oder Manager verpflichten wollen. Reid zog die Aussage schnellstmöglich zurück und sagte, dass er seinen Vertrag erfüllen werde.
Seine Aufgabe als Nationaltrainer Thailands nam er trotz der Verwirrungen sehr ernst. Nahezu jedes Wochenende ist er in einem Stadion Thailands zu sehen, um Spiele und Spieler zu beobachten. Dabei halfen ihm vor allem am Anfang in Thailand lebende Engländer, welche schon seit Jahren den Fußball in Thailand verfolgen und sowohl Vereine als auch Spieler bestens kennen.
Mit der thailändischen Fußballnationalmannschaft erreichte er im Dezember 2008 das Finale der ASEAN-Fußballmeisterschaft, jedoch konnte er die Elf nicht zum Titel führen.
Im September 2009 trennte sich der thailändische Verband von Reid. Während einer Reise nach England, zusammen mit dem Verbandspräsidenten Thailands, entschied Reid, dass er gerne Trainer bei AFC Sunderland sein möchte. Seine Aufgabe als Nationaltrainers Thailand wollte er ebenfalls behalten. Dem stimmte der Verband jedoch nicht zu und entließ Reid aus seinem Vertrag.

## Erfolge

### Als Spieler
Bolton Wanderers
- 2. Liga Meister Gewinner: 1977/78

FC Everton
- FA Cup Gewinner: 1984
- Meister Gewinner: 1984/85, 1986/87
- FA Cup Finale: 1985
- Pokal der Pokalsieger Gewinner: 1985
- Fußballer des Jahres in England Gewinner: 1985[11]

### Als Trainer
AFC Sunderland
- Football League Championship Gewinner: 1996

Thailand
- T&T Cup Gewinner: 2008
- AFF Suzuki Cup Finale: 2008